# Myron Fass

Myron Fass, né le 29 mars 1926 et mort le 14 septembre 2006, est un auteur de comics et un éditeur de magazines. 

## Biographie
Myron Fass naît le 29 mars 1926. Après avoir travaillé dans le domaine des relations publiques durant la Seconde Guerre mondiale, il commence une carrière de dessinateur de comics à partir de 1948. Il travaille pour plusieurs maisons d'édition comme Atlas, Lev Gleason Publications ou Toby Press sans se spécialiser dans un genre particulier. Lorsque le magazine Mad connaît le succès, il crée une imitation intitulée Lunatickle. Dans celui-ci se retrouvent les noms de Joe Kubert et Russ Heath. En 1964, il publie un tabloïd, le National Mirror. Il publie aussi de nombreux magazines de bande dessinée spécialisés dans l'horreur et suivant la voie ouverte par Warren Publishing et ses magazines Creepy et Eerie. Il meurt le 14 septembre 2006 à Fort Lauderdale,.